# 汪艳妮
汪艳妮（1982年10月23日—），中国前女子赛艇运动员。她曾代表中国参加世界赛艇锦标赛，获得二枚金牌和一枚铜牌。她也曾参加2002年亚洲运动会。